# レッドフィールド・プロクター

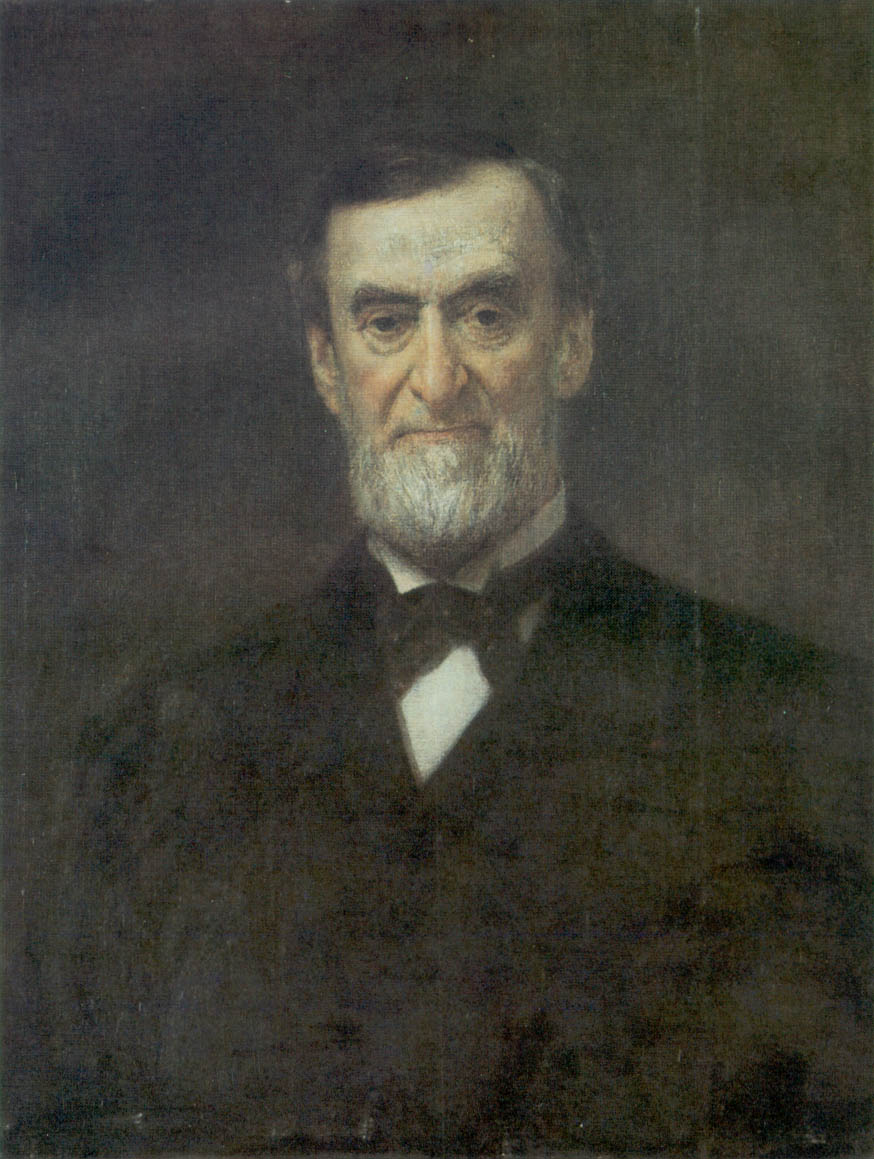
レッドフィールド・プロクター

レッドフィールド・プロクター（Redfield Proctor, 1831年6月1日 - 1908年3月4日）は、アメリカ合衆国の政治家。共和党所属。1878年から1880年まで第37代バーモント州知事、1889年から1891年まで第37代アメリカ合衆国陸軍長官、1891年から1908年までバーモント州選出連邦上院議員を務めた。
第51代バーモント州知事のフレッチャー・プロクター、第59代バーモント州知事のレッドフィールド・プロクター・ジュニアはいずれも息子である。

## 生い立ちと初期の経歴
1831年6月1日、プロクターはバーモント州キャベンディッシュの村落プロクターズヴィルにおいて誕生した。プロクターは1851年にダートマス大学を卒業し、1859年にオールバニ法学大学院を修了した。プロクターは地元プロクターズヴィルで実業家となり、続いて法律家となった。
1860年、プロクターは妻子とともにボストンへ移り住んだ。プロクターはデルタ・ウプシロンに所属し、後にミドルベリー支部の名誉会員となった。

## 南北戦争
1861年に南北戦争が開戦すると、プロクターはバーモント州へ戻り、バーモント州第3連隊に参加した。プロクターは需品部隊の中尉に任ぜられ、前線へと赴いた。1861年7月、プロクターはウィリアム・ファーラー・スミス将軍の補佐役となった。1861年10月、プロクターは少佐に昇進し、バーモント州第5連隊に移った。プロクターはワシントンD.C.近郊での戦いや半島戦役に参加し、バーモント州第5連隊でおよそ1年を過ごした。1862年10月、プロクターは大佐に昇進し、バーモント州第15志願兵部隊を統率した。プロクターはゲティスバーグ戦役に参加したが、後方に配置されたため、実際の戦闘を行うことはなかった。プロクターは1863年に兵役を退いた。

## 実業家として

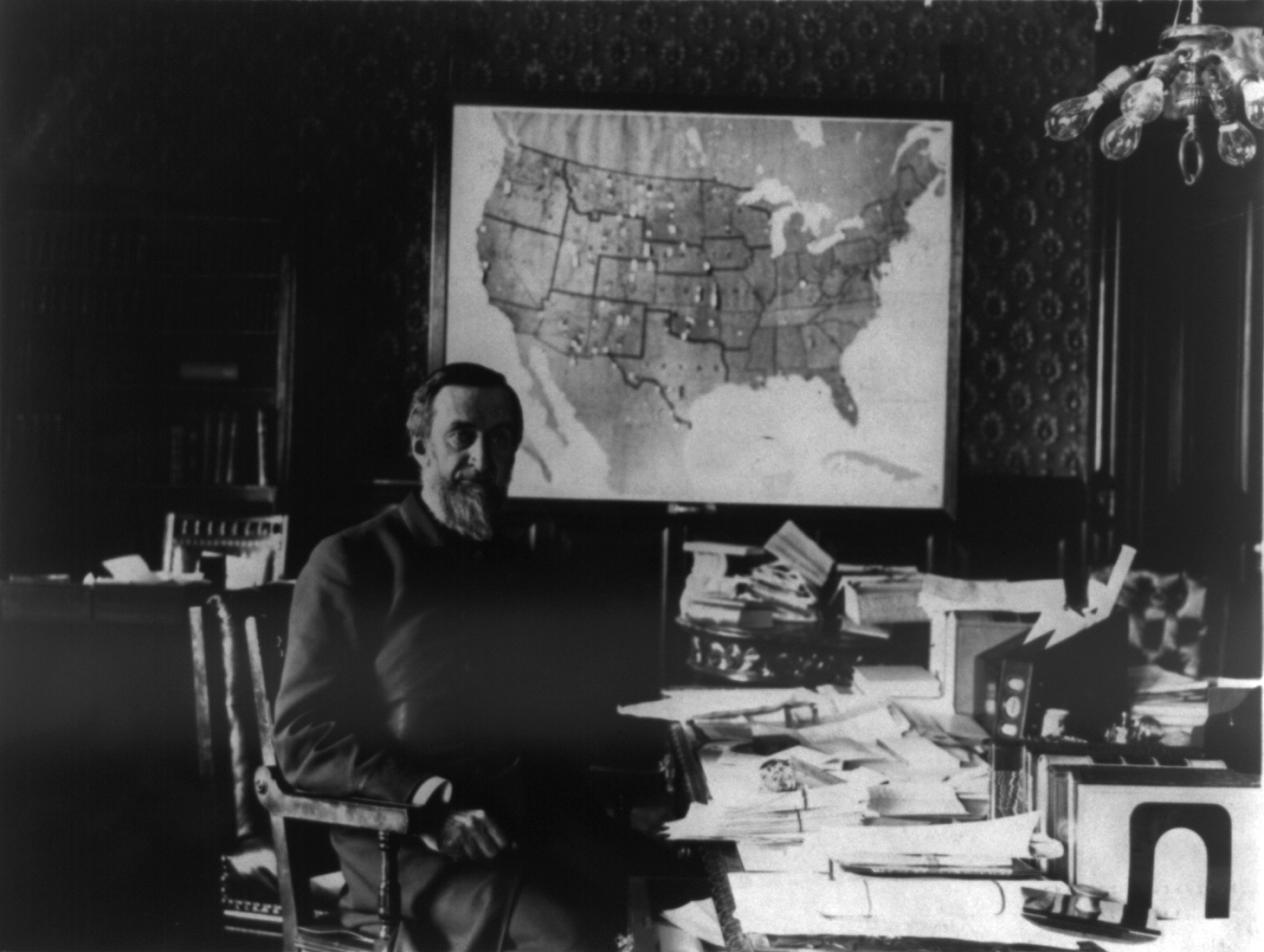
執務室で仕事を行うプロクター

プロクターは1863年に弁護士業に復帰した。プロクターはバーモント州ラトランドでホイーロック・ヴィージーと共同で法律事務所を立ち上げた。1869年、プロクターは再び実業家となった。プロクターは大理石の採石会社サザーランド・フォールズ・マーブルの幹部となった。1880年、サザーランド・フォールズ・マーブル社は別会社と合併してバーモント・マーブル社となり、プロクターは社長に就任した。この会社の採石場を中心とする地域は「サザーランド・フォールズ」として知られるようになり、1886年に独立した自治体となった。この町はプロクターと名づけられた。

## 政治家として

### 州での政治

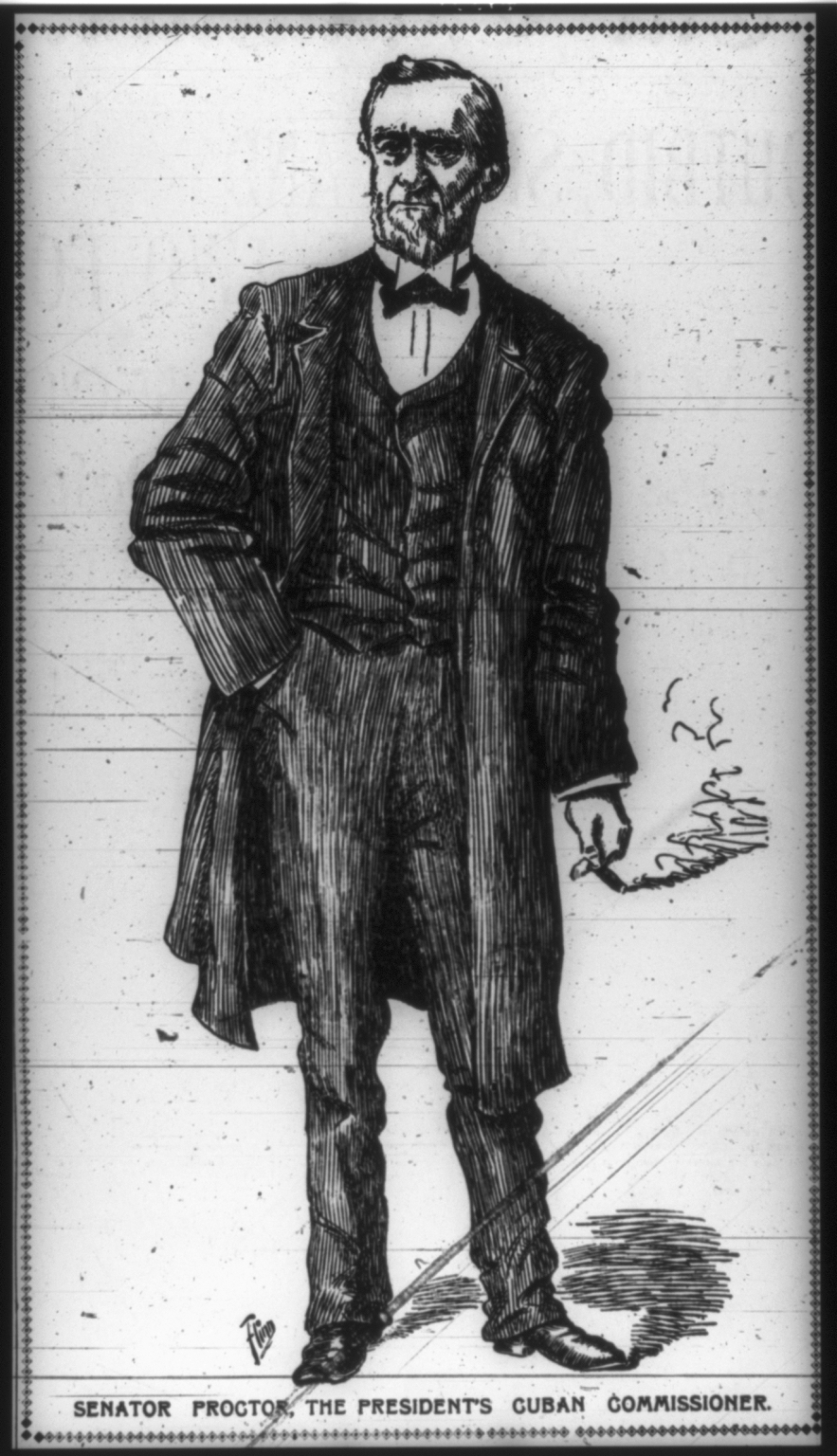
バーモント州副知事時代のプロクターを描いたイラスト

プロクターは1866年にラトランドの行政委員となり、政治の世界に足を踏み入れた。1867年、プロクターはバーモント州議会にラトランドの代表として選出された。ラトランドは下院で選挙委員会の委員長を務めた。ライトランドは1868年も州下院議員を務め、歳入委員会の委員を務めた。1874年、ラトランドは州上院議員に選出され、上院仮議長に選任された。1876年、ラトランドは州副知事に選出された。1878年、ラトランドは共和党の指名を受けてバーモント州知事に選出された。
プロクターは州知事を退いた後も、州の政治に積極的に関与した。プロクターは1884年と1888年の共和党全国大会に州代表として参加し、1888年は州代表団の筆頭代表となった。1888年の党大会でプロクターは、共和党の大統領候補としてベンジャミン・ハリソンを支持した。

### 陸軍長官
1888年、バーモント州議会は満場一致でプロクターを閣僚に推薦した。1889年3月にベンジャミン・ハリソンが大統領に就任すると、プロクターは陸軍長官に指名した。プロクターは陸軍省において、大きな管理能力と改革への熱意をあらわにした。プロクターは陸軍の装備を近代化し、志願兵の生活環境を改善した。

### 連邦上院議員

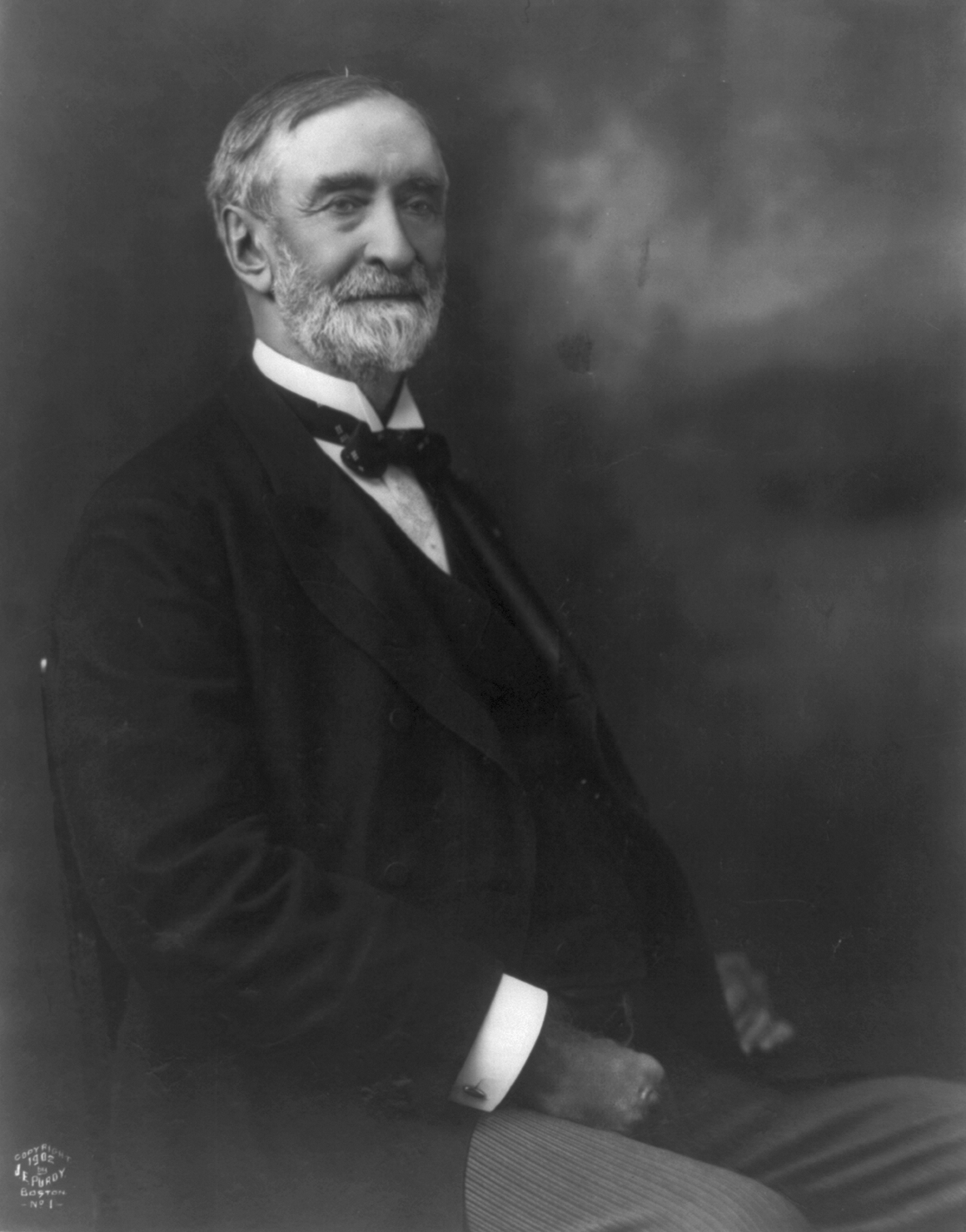
連邦上院議員時代のプロクター

1891年11月、プロクターは連邦上院議員になるため陸軍長官を辞任した。プロクターは欠員充当のため連邦上院議員に就任した。プロクターは1891年から1893年まで合衆国大学設立委員会の委員長を務めた。プロクターはその後の生涯を連邦上院議員として費やした。プロクターは連邦上院において高率関税と金本位制を主張した。またウィリアム・マッキンリー政権とセオドア・ルーズベルト政権において、その軍事政策に影響を与えた。

## 晩年
プロクターは1908年3月4日にワシントンD.C.で死去した。プロクターの遺体はバーモント州プロクターのサウスストリート墓地に埋葬された。

## 家族
父ジャベツ・プロクター (Jabez Proctor, 1780年 - 1839年) はホイッグ党の政治家で、地元では著名な農場主・商人であった。母ベッツィ・パーカー (Betsey Parker, 1792年 - 1871年) は地元の名家の娘であった。両親はともに、17世紀初頭にイングランドからプリマス植民地に入植した移民であった。
1858年5月26日、プロクターはエミリー・ジェイン・ダットン (Emily Jane Dutton) と結婚した。プロクターは妻エミリーとの間に5人の子供をもうけた。
1. アラベラ・プロクター (Arabella Proctor, 1859年 - 1905年)
2. フレッチャー・ダットン・プロクター（英語版） (Fletcher Dutton Proctor, 1860年 - 1911年) - 第51代バーモント州知事
3. ファニー・ゲイ・プロクター (Fanny Gay Proctor, 1863年 - 1883年)
4. エミリー・ダットン・プロクター (Emily Dutton Proctor, 1869年 - 1890年)
5. レッドフィールド・プロクター・ジュニア (Redfield Proctor, Jr., 1879年 - 1957年) - 第59代バーモント州知事